# Juan Sebastián Duque
Juan Sebastián Duque Rodríguez (Bogotá, Colombia; 2 de julio de 1993 es un futbolista colombiano que juega como arquero en Real Cartagena FC de la Categoría Primera B.

## Trayectoria
Su buen nivel mostrado en la Escuela de fútbol Churta Millos (filial de Millonarios le dieron la oportunidad de ser convicado y ser el arquero titular de la Selección Bogotá infantil (2006), pre juvenil (2007-2008) y juvenil (2010) con quienes participó en el torneo Internacional Gothia Cup (Gotemburgo, Suecia) siendo seleccionado en el once ideal del torneo. Llega a la Academia Compensar en el segundo semestre del año 2004 donde tiene un proceso de formación desde la categoría infantil hasta la categoría sub-20 participando en los campeonatos sub-18 (2009), sub-19 (2010) y sub-20 (2011) y asciende al equipo profesional Academia Fútbol Club de la Primera B en el año 2011. 
Posteriormente en el año 2012 pasa a integrar la plantilla de reservas de Millonarios distinguiéndose en los diferentes torneos siendo promovido a la plantilla profesional en el año 2013, consiguiendo el título de la Liga Finalización de la máxima categoría del fútbol profesional con Millonarios en el 2016. Posteriormente logra llevara Fortaleza CEIF al ascenso, siendo el arquero titular del equipo que consigue el subcampeonato y el ascenso directo a la PRIMERA A, para el año 2016. Actualmente es el arquero titular de Fortaleza CEIF , equipo que hace parte de la Categoría Primera A de la Liga del fútbol profesional colombiano.
El 4 de enero de 2018 fue confirmado como nuevo jugador del Valledupar Fútbol Club mediante un comunicado oficial de prensa del club vallenato.[cita requerida]
Fue fundamental su participación en todos los partidos del torneo 2018 para que Valledupar FC regresara después de varios años a jugar las finales del torneo.
Actualmente está firmado por Santa Fe. Para la temporada 2019. Para el segundo semestre del año 2019, y luego de hacer la pretemporada con su equipo Santa Fe y el técnico Patricio Camps, fue cedido sin opción de compra al equipo LLANEROS F.C. quien disputa el torneo de ascenso
Fue comprado por LLANEROS F.C. Para la temporada 2021 - 2022; - donde lleva al equipo llanero a jugar las finales del torneo Betplay 2021. Una enfermedad (amigdalitis crónica) no le permite continuar siendo el titular en las finales.
Es cedido al club TIGRES FC para el primer semestre del año 2022, para jugar el torneo BetPlay 22 y copa 2022. Teniendo una gran figuración y logrando aumentar sus grandes logros teniendo seis compromisos continuos dejando el arco en ceros.

## Clubes
| Club             | País        | Año          |
| ---------------- | ----------- | ------------ |
| Academia F. C.   | Colombia    | 2011         |
| Millonarios      | Colombia    | 2012 - 2013  |
| Santa Fe         | Colombia    | 2013 - 2014  |
| Fortaleza CEIF   | Colombia    | 2015 - 2017  |
| Valledupar F. C. | Colombia    | 2018         |
| Llaneros         | Colombia    | 2019- 2021   |
| Tigres FC        | \| Colombia | 2022 - 2023  |
| Real Cartagena   | Colombia    | 2023 - fecha |

Club Tigres 
2021 - presente